# Volemys
Volemys é um género de roedor da família Cricetidae.

## Espécies
- Volemys millicens (Thomas, 1911)
- Volemys musseri (Lawrence, 1982)